# Кветера
Церква Кветера (груз. კვეტერა) — грузинська православна церква в історичному місті-фортеці Кветера в Кахетії.
Церква Кветера була побудована в першій половині X століття. Це порівняно невелика церква, в стилі грузинської архітектури, завершена куполом. Купол спирається на барабан, поставлений над квадратним у плані простором. З чотирьох сторін до підкупольного простору примикають апсиди. По кутах між ними прибудовані невеликі низькі комірки. Таким чином, це хрестово-купольний храм типу тетраконх. Фасади храму не рясніють прикрасами, що типово для Кахетинської церкви; більша їх частина оформлена рівномірно розташованими арками.
Місто Кветера було одним з центрів князівства Кахетія. За даними Вахушті Багратіоні, Кветера засноване, принаймні, в VIII столітті н. е., згадка про нього є також в письмовому документі XI століття.